# Temperatura basale

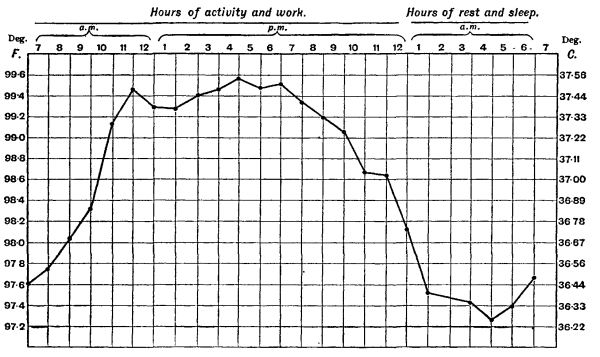
Variazioni della temperatura del corpo umano durante le ore del giorno

La temperatura basale è la temperatura del corpo umano che si registra in condizioni basali, cioè al momento del risveglio, prima di iniziare qualunque attività.

L'importanza di tale misurazione si basa sul fatto che essa varia a seconda della fase del ciclo mestruale in relazione alla variazione della concentrazione sierica del progesterone. 

## Le fasi
Nella prima fase del ciclo (fase follicolare o preovulatoria) la concentrazione di progesterone presente in circolo è molto ridotta, per cui la temperatura si mantiene bassa mentre, dopo l'ovulazione (fase luteale o postovulatoria), quando la concentrazione di progesterone si incrementa, anche la temperatura basale aumenta di qualche decimo di grado e si mantiene più alta rispetto a tutti i valori della fase preovulatoria, fino alla mestruazione successiva.
Pertanto in un ciclo ovulatorio la temperatura assumerà un andamento cosiddetto "bifasico". Nel caso, invece, in cui si verificasse un ciclo anovulatorio, la temperatura si manterrebbe più o meno costante durante tutto l'arco del ciclo, senza presentare il classico andamento bifasico.
Per una corretta misurazione si comincia dal 1º giorno del ciclo (che coincide con l'inizio del flusso mestruale) e si procede fino alla comparsa della mestruazione successiva. La misurazione può essere effettuata con un normale termometro per via vaginale, rettale o orale. I valori della temperatura vengono registrati su un apposito grafico, con i valori della temperatura sulle ordinate e i giorni del ciclo sulle ascisse. 
È preferibile misurare la temperatura sempre alla stessa ora, ma comunque dopo almeno 4-5 ore di sonno ininterrotto. 

## Metodi di regolazione della fertilità
Su questa misurazione si basano anche alcuni metodi naturali di regolamentazione delle nascite. Tra questi il metodo della temperatura basale tiene conto unicamente delle informazioni provenienti da tale misurazione e pertanto indica a posteriori se l'ovulazione è già avvenuta e il metodo sintotermico che, tenendo conto di diversi altri segnali provenienti dall'organismo, è in grado di individuare il periodo fertile prima che l'ovulazione avvenga e di confermare l'avvenuta ovulazione, appunto con il parametro temperatura.